# Обработка на аудиосигнали
Обработка на аудиосигнали е електронна обработка на сигнали, приложена към звукови сигнали, получени чрез представяне на звуковите вълни в електронен вид. Енергията, съдържаща се в аудиосигналите, обикновено се измерва в децибели. Тъй като аудиосигналите могат да бъдат представени в цифров или аналогов формат, обработката и възпроизвеждането им може да са и в двата формата. Аналоговите процесори обработват директно електрическия сигнал, предаван по кабел, докато цифровите процесори извършват математически операции върху електрическия сигнал и изкуствено подобряват неговото възприемане.

## История
Стремежът към обработката на аудиосигнали датира то началото на XX век с изобретяването на телефона, фонографа и радиото, което позволява предаването и съхраняването им. В началото на радиоразпръскването такава обработка е наложителна, тъй като има много проблеми с връзката между студиото и предавателя. Теорията на обработката на сигнали и нейното приложение към звуковите сигнали се развива основно в американската компания Лаборатории „Бел“ в средата на XX век. Ранната работа на Клод Шанън и Хари Найкуист по теория на комуникациите, теорията на дискретизация (Nyquist–Shannon sampling theorem) и импулсно-кодовата модулация полага основите на тази област. През 1957 г. Макс Матюз от Лаборатории „Бел“ става първият човек, синтезирал звук на компютър, поставяйки началото на компютърната музика.
Следват основни постижения в кодирането на цифрово аудио като: диференциална импулсна модулация (DPCM), патентована за Лаборатории „Бел“ от C. Chapin Cutler през 1950, кодирането с линеен предиктор (linear predictive coding), изобретено в Япония през 1966,, адаптивната диференциално-импулсна кодова модулация (ADPCM) отново в Лаборатории „Бел“ през 1973 г. и много други. По-специално, в основата на съвременните аудио формати като MP3 лежи методът на модифицирано дискретно косинус преобразуване and Advanced Audio Coding (AAC).

## Аналогови честоти
Аналоговият аудиосигнал е непрекъснат сигнал, представен от електрическо напрежение, който наподобява (или е аналог на) звуковите вълни във въздуха. Обработката на аналогов сигнал става чрез физическа промяна на напрежението в тока или заряда в електрическите вериги (кабели).
Преди появата на широко разпространена цифрова технология, аналоговата обработка е единственият метод, чрез който да се разработва и възпроизвежда аудиосигнал. Тъй като в съвременността компютрите и софтуерът стават все по-достъпни, в предпочитан избор се превръща цифровата обработка на сигнала. В музикалните приложения обаче аналоговата технология често остава по-желана, тъй като може да възпроизвежда нелинейни ефекти, които са трудни за пресъздаване с цифровата технология.

## Цифрови честоти
Цифровото представяне на аудиоформатите е чрез последователност от символи, обикновено двоични числа. Това позволява обработката на сигналите с използване на електронни схеми с цифрови процесори за сигнали, микропроцесори и компютри с общо предназначение. Повечето съвременни аудио системи използват цифрова обработка, тъй като техниките са много по-мощни и ефективни от техниките за обработка на аналогови сигнали.